# Les Misérables (film, 2012)
Pour les articles homonymes, voir Les Misérables (homonymie).
Pour plus de détails, voir Fiche technique et Distribution.
Les Misérables est un film musical britannico-américain réalisé par Tom Hooper en 2012 d'après la comédie musicale à succès de Claude-Michel Schönberg (1980), elle-même librement adaptée du roman du même nom de Victor Hugo (1862).
Le film a reçu des critiques généralement positives de la part des critiques, beaucoup louant la mise en scène, les valeurs de production, les numéros musicaux et les performances de la distribution, Hugh Jackman, Anne Hathaway, Eddie Redmayne, Amanda Seyfried, Aaron Tveit et Samantha Barks étant les plus souvent considérés pour les éloges. Cependant, le chant et la performance de Russell Crowe en tant que Javert ont été critiqués.
Il est nommé huit fois aux Oscars dont celui du meilleur film en 2013, et il obtient trois statuettes dont celle de la meilleure actrice dans un second rôle pour Anne Hathaway. 
C'est la première comédie-musicale qu'adapte le réalisateur Tom Hooper au cinéma, la seconde étant Cats (2019).
Malgré ses nominations et son succès, la presse française accuse le film de détruire l'essence du roman de Victor Hugo.

## Synopsis

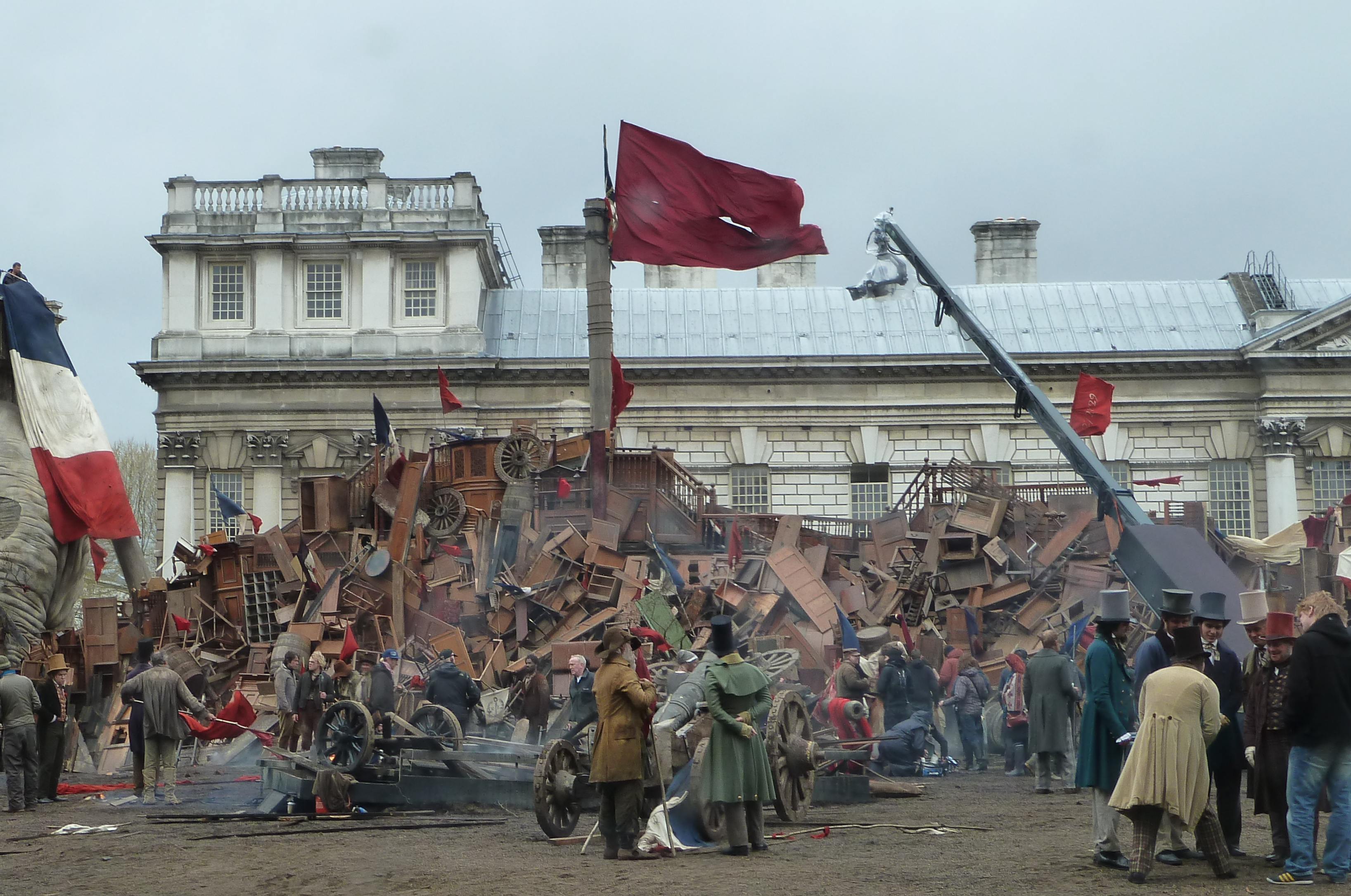
« La barricade de 1832 » reconstituée en avril 2012 pour le tournage devant le Old Royal Naval College de Londres.

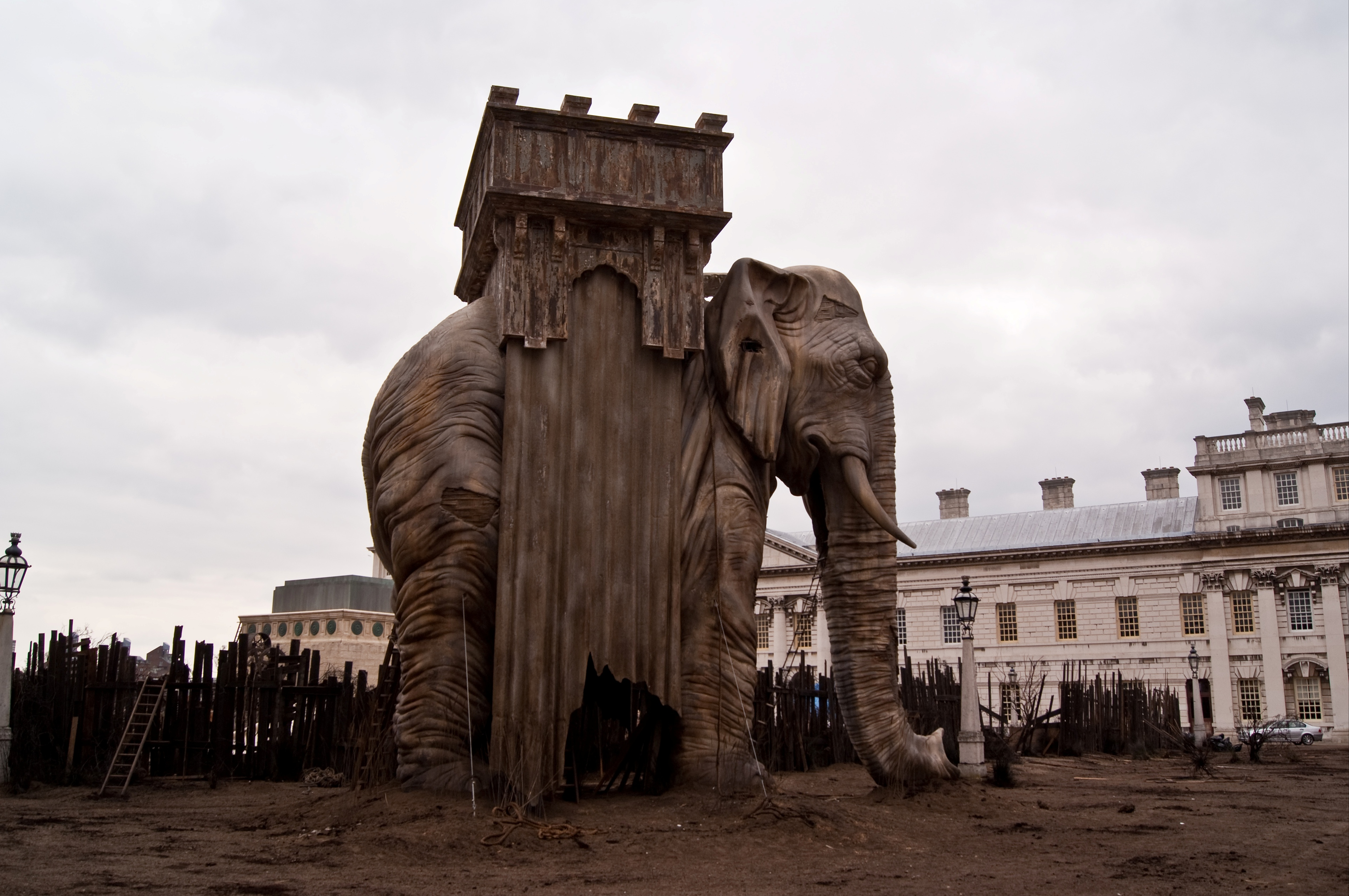
Reconstitution en 2012 de l'éléphant de la Bastille (la « maison de Gavroche ») devant le Old Royal Naval College de Londres.

En 1815, Jean Valjean, prisonnier français condamné à dix-neuf ans de servitude au Bagne de Toulon pour avoir volé du pain et avoir tenté de s'échapper de nombreuses fois, est mis en libération conditionnelle. La colère de Jean Valjean augmente quand son statut sous conditions l'empêche de trouver du travail ou un logement. Il est finalement recueilli par le gentil évêque de Digne, mais Jean Valjean vole son argenterie. Quand il est capturé par des officiers de police et amené devant l'évêque, il est surpris de la réaction de celui-ci, qui lui offre l'argenterie, lui disant de l'utiliser pour faire quelque chose de bon de sa vie. Valjean décide alors de déchirer sa lettre de libération conditionnelle et commence une nouvelle vie.
Huit ans plus tard, en 1823, Valjean est devenu un homme respecté, propriétaire d'une manufacture et maire de Montreuil, ville du Pas-de-Calais. Il est choqué de voir que Javert, un ancien garde de prison de Toulon, se présente comme nouveau chef de police de Montreuil. Il suspecte la véritable identité de Valjean quand il sauve un ouvrier coincé sous un chariot très lourd. L'une des ouvrières de Valjean, Fantine, est renvoyée par le contremaître lorsque les autres ouvrières lui apprennent qu'elle a une fille illégitime, Cosette, qu'elle a malencontreusement confié aux Thénardier, des aubergistes cupides, et à qui elle envoie tout son salaire. Pour continuer à subvenir aux besoins de sa fille, Fantine vend des cheveux et ses dents, et commence à se prostituer. Elle est arrêtée par Javert après s'être défendue contre un client abusif. Valjean, apprenant son identité, la sauve et l'amène à l'hôpital.
Valjean apprend ensuite qu'un homme innocent a été arrêté sous son identité, et décide de révéler sa véritable identité au tribunal, avant de retourner au chevet de Fantine, mourante, lui promettant de veiller sur Cosette. Javert arrive pour arrêter Valjean mais il s'échappe. Il trouve Cosette et paye les dettes de Fantine aux Thénardier. Valjean et Cosette échappent à Javert et se réfugient dans un couvent, aidés par l'ouvrier que Valjean a sauvé plus tôt.
Neuf ans plus tard, Valjean est devenu un philanthrope qui aide les pauvres de Paris. Le général Lamarque, le seul officier du gouvernement gentil avec les pauvres, meurt, et un groupe de révolutionnaires appelés les Amis de l'ABC décident de se rebeller contre la monarchie. Marius Pontmercy, un membre des Amis, rencontre Cosette et ils tombent amoureux. Il demande à Éponine, la fille des Thénardier, de l'aider à la retrouver. Ils finissent par se retrouver et se déclarent leur amour, entendus par une Éponine triste car également amoureuse de Marius.
Les Thénardier prévoient de cambrioler la maison de Valjean, mais ils sont arrêtés par Éponine. Valjean, de peur que Javert soit à Paris, prévoit de partir en Angleterre avec Cosette. Cette dernière laisse une lettre pour Marius, mais Éponine la trouve et la lui cache.
Pendant la procession funéraire de Lamarque, la révolte commence et des barricades sont érigées dans tout Paris. Javert prétend être un allié pour espionner les rebelles mais Gavroche, un enfant des rues, révèle son identité. Pendant la première escarmouche contre les soldats, Éponine se prend une balle destinée à Marius et meurt dans ses bras, lui donnant la lettre de Cosette et lui avouant son amour. La réponse de Marius à Cosette est interceptée par Valjean, qui se joint à la révolte pour veiller sur Marius.
Valjean accepte d'exécuter Javert mais le sauve, en feignant sa mort. À l'aube, les soldats finissent par terminer la révolte en détruisant les barricades et en exécutant tout le monde, à commencer par Gavroche. Marius et Valjean parviennent à s'échapper dans les égouts. Enjolras, le leader des révolutionnaires, est le dernier à être tué, avec Grantaire, un cynique qui avait rejoint la bataille plus pour son admiration d'Enjolras plutôt que pour l'espoir d'une France meilleure. Thénardier rencontre Valjean et Marius, inconscient, et vole la bague de ce dernier avant de leur montrer le chemin vers une sortie. Valjean se retrouve nez à nez avec Javert. Ce dernier, moralement confus par la pitié de Valjean, se suicide en se jetant dans la Seine. Marius reprend ses esprits mais est traumatisé par la mort de ses amis.
Marius et Cosette sont réunis. Valjean, pensant que sa présence pourrait perturber leur bonheur, prévoit de partir et révèle son plan à Marius, qui promet de ne rien dire. Cosette et Marius se marient, mais les Thénardier s'invitent à la réception pour essayer de faire chanter Marius, disant que Thénardier a vu Valjean porter un cadavre tout en lui montrant la bague volée. Marius la reconnaît comme étant la sienne et comprend alors que Valjean lui a sauvé la vie cette nuit-là. Marius force Thénardier à révéler où est Valjean avant de partir avec Cosette. Après quoi, les Thénardier sont chassés de la réception.
Cosette et Marius trouvent Valjean, mourant, au couvent. Valjean leur donne une lettre avant de mourir paisiblement, guidé par les esprits de Fantine et de l'évêque de Digne.

## Fiche technique
- Titre original et francophone : Les Misérables
- Réalisation : Tom Hooper
- Scénario : William Nicholson d'après la comédie musicale de Claude-Michel Schönberg, Alain Boublil et Herbert Kretzmer elle-même librement adaptée du roman du même nom de Victor Hugo
- Direction artistique : Eve Stewart
- Décors : Grant Armstrong
- Costumes : Paco Delgado
- Photographie : Danny Cohen
- Son : Simon Hayes
- Montage : Chris Dickens
- Musique : Claude-Michel Schönberg
- Lyrics : Herbert Kretzmer
- Production : Tim Bevan, Eric Fellner, Cameron Mackintosh, Debra Hayward
- Sociétés de production : Cameron Mackintosh Ltd., Working Title
- Société de distribution :  Universal Pictures
- Pays de production :  Royaume-Uni,  États-Unis
- Langue originale : anglais
- Format : couleur — 35 mm — 1,85:1 — son Dolby Digital, SDDS, DTS
- Genre : film musical, drame
- Durée : 159 minutes
- Dates de sortie : 
  - Australie : 22 décembre 2012
  - États-Unis, Canada : 25 décembre 2012
  - Royaume-Uni : 11 janvier 2013
  - France, Belgique : 13 février 2013
- (fr) Classification CNC : tous publics (visa d'exploitation no 135722 délivré le 11 février 2013)

## Distribution
- Hugh Jackman (VF : Dominique Guillo) : Jean Valjean
- Russell Crowe (VF : Patrick Béthune) : Javert
- Anne Hathaway (VF : Caroline Victoria) : Fantine
- Amanda Seyfried (VF : Marie-Eugénie Maréchal) : Cosette
- Eddie Redmayne (VF : Félicien Juttner) : Marius
- Sacha Baron Cohen (VF : Emmanuel Curtil) : Thénardier
- Helena Bonham Carter (VF : Laurence Bréheret) : Mme Thénardier
- Samantha Barks (VF : Julia Vaidis-Bogard) : Éponine
- Aaron Tveit : Enjolras
- Daniel Huttlestone : Gavroche

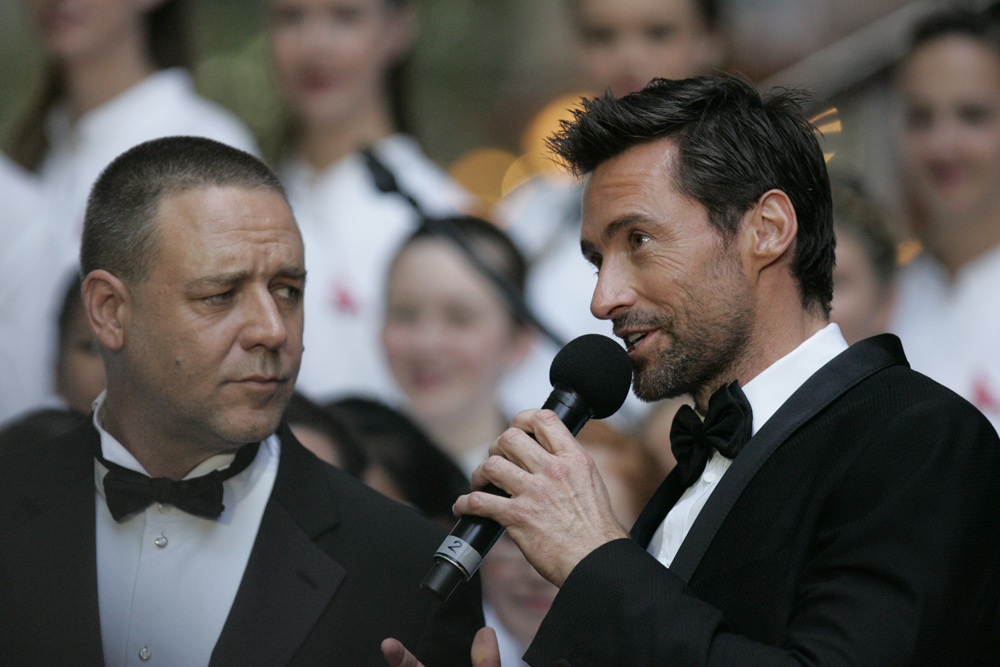
Russell Crowe (Javert) et Hugh Jackman (Jean Valjean) à la première des Misérables à Sydney le 21 décembre 2012.

- Colm Wilkinson : Monseigneur Myriel
- George Blagden : Grantaire
- Fra Fee : Courfeyrac
- Killian Donnelly : Combeferre
- Hugh Skinner : Joly
- Alistair Brammer (VF : Joachim Salinger) : Prouvaire
- Isabelle Allen : Cosette enfant
- Andrea Deck : Turning Woman 6

Note : Le film est à 95 % chanté et n'a que très peu de dialogues (environ 10 à 15 minutes). Une version française a été réalisée uniquement pour les dialogues ,. Le film a été projeté dans les salles de cinéma uniquement en vostfr.
Source et légende : Version française (VF) sur AlloDoublage,

## Musique
- 2012 : Les Misérables: Highlights from the Motion Picture Soundtrack (en) (CD/MP3).

Un album de bande originale a été publié via Universal Republic Records le 21 décembre 2012. Republic a confirmé le 25 janvier 2013 via Twitter qu'une bande-son de luxe à 2 disques était en production aux côtés du DVD et du Blu-ray ; elle est sortie le 19 mars 2013.

Le film contient toutes les chansons de la comédie musicale originale, à l'exception de "I Saw Him Once" et "Dog Eats Dog", bien que de nombreuses chansons aient été partiellement ou largement coupées. "The Attack on Rue Plumet" et "Little People" ont été particulièrement raccourcis. De plus, l'évêque chante avec Fantine pendant "Valjean's Death" au lieu d'Eponine, comme c'était le cas dans la comédie musicale. "Stars" a également été déplacé avant "Look Down", qui fait écho à la production originale de Londres de 1985. Les paroles de certaines chansons ont également été modifiées pour s'adapter aux changements de décor ou de récit de la comédie musicale. En plus des coupes, une nouvelle chanson, "Suddenly" a été ajoutée, une nouvelle musique a été composée pour les scènes de bataille, et l'ordre de plusieurs chansons a changé par rapport à la comédie musicale. Plusieurs pièces majeures - principalement "Who Am I ?", "Stars" et les deux pièces "Soliloquy" - sont interprétées dans une tonalité différente de celle de la plupart des enregistrements.

## Production

### Genèse

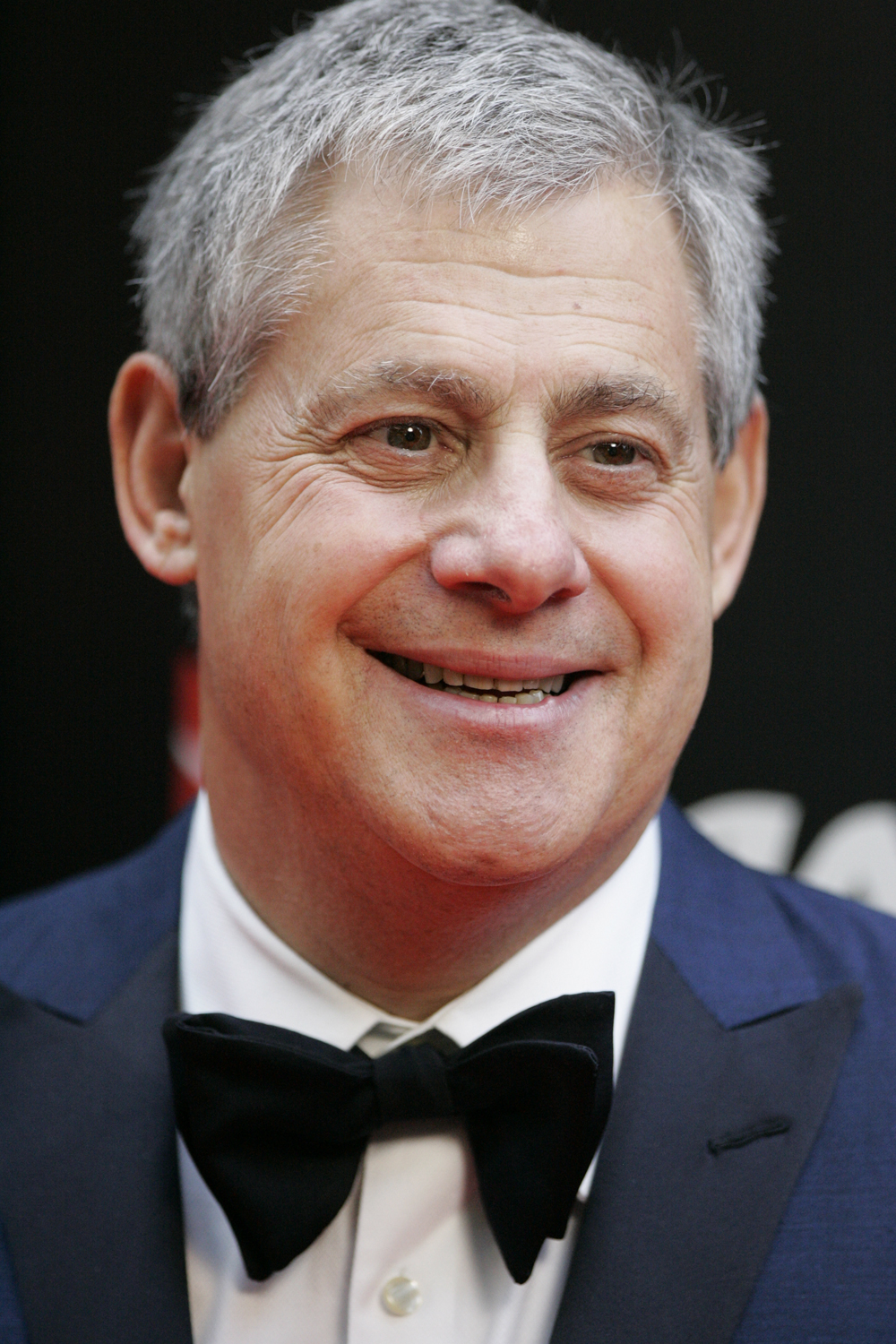
Le producteur Cameron Mackintosh à la première des Misérables à Sydney le 21 décembre 2012.

Le roman de Victor Hugo Les Misérables (publié en 1862) est adapté en comédie musicale par Alain Boublil (paroles) et Claude-Michel Schönberg (musique), un double album 33 tours est commercialisé en 1980. Le spectacle Les Misérables est créé à la scène en septembre 1980 au Palais des sports de Paris dans une mise en scène de Robert Hossein.
Cette comédie musicale atteint à la notoriété mondiale grâce à son adaptation anglaise effectuée par Herbert Kretzmer sous la férule du producteur Cameron Mackintosh, présentée à Londres en 1985 et jouée depuis de manière ininterrompue, ce qui constitue le record de longévité de ce type de spectacle.
Mackintosh envisage une adaptation sur grand écran depuis la fin des années 1980, mais il faut attendre 2011 pour que le projet soit enclenché par Working Title et Universal.

### Tournage
Cette comédie musicale est entièrement chantée, il y a très peu de passages parlés ou de scènes sans musique. De plus, Tom Hooper ne souhaitait pas enregistrer les morceaux en studio pour ensuite les synchroniser à l’écran. De ce fait, les acteurs ont chanté en direct sur le plateau, ce qui retranscrit mieux l'émotion des chansons. Mais cela a rendu le tournage fatigant et difficile pour les acteurs.
Un autre passage réaliste du film est la construction de la barricade, faisant référence à l'épisode historique de la barricade de la rue Saint-Denis. En effet, les comédiens ont réellement construit cette barricade avec des meubles. Pour la scène où le personnage de Fantine doit vendre ses cheveux, Anne Hathaway s'est réellement fait couper les cheveux face à la caméra.
Ce tournage de 12 semaines qui a commencé le 8 mars 2012 a été réalisé en grande partie en intérieurs dans les studios Pinewood en Angleterre, en extérieurs en France à Gourdon (Alpes-Maritimes), et en Angleterre au Winchester College, dans la cathédrale de Winchester, dans la base navale de Portsmouth, dans les chantiers navals Chatham Dockyard, à Oxford, à la St Mary the Virgin Church d'Ewelme et sur l'esplanade du Old Royal Naval College de Londres.
La plupart des seconds rôles font partie de la troupe de Les Misérables, notamment Samantha Barks qui interprète le personnage d'Éponine, la fille des Thénardier, et Isabelle Allen qui interprète celui de Cosette enfant.

## Accueil

### Critiques positives
- The Telegraph : « Les Misérables est un film à crever le cœur, un vrai plaisir pour tous. »
- The Guardian : « La majestueuse toile des Misérables est impressionnante. On ressent des palpitations lors des scènes finales. »
- USA Today : « Le film donne une nouvelle vie resplendissante au roman. »
- Rolling Stone : « Tant pis pour les imperfections, le film est merveilleux. »
- The Philadelphia Inquirer : « Vous aimerez si vous avez aimé la pièce. »

### Critiques négatives
- Variety : « Seule la prestation de Russell Crowe présente quelques faiblesses : sa voix est plus faible que celle de ses collègues, mais sa présence scénique compense son manque de capacités vocales. »
- The Hollywood Reporter : « Une ribambelle de stars livre une bataille sans fin contre une diarrhée musicale et une approche visuelle laborieusement répétitive. »
- The Chicago Tribune : « Je n'ai pas aimé. »
- New York Magazine : « Bombardement de mauvais goût. »
- Télérama : « Misérable, oui, au singulier. »

## Box-office
Distribué aux États-Unis entre 2 814 et 2 927 salles, Les Misérables s'empare de la troisième position du box-office avec des recettes de 66 720 160 $ lors de son premier week-end d'exploitation. En première semaine, le film reste en troisième place avec 87 487 480 $ de recettes. Le film se maintient dans les dix premières places du box-office durant les cinq semaines suivantes et un total de 141 504 130 $.
Les recettes au box-office mondial s'élèvent à 441 809 770 $, ce qui en fait, à l'époque, le film le plus lucratif de l'histoire d'un film non-américain, jusqu'à la sortie du film de Luc Besson, Lucy, en 2014, dont les recettes totales s'élèvent à 443 543 000 $.
En France, Les Misérables fait un mauvais démarrage en occupant la neuvième position du box-office avec 127 909 entrées en première semaine, soit 927 490 $ de recettes, alors qu'il est distribué dans 303 salles.

## Distinctions

### Récompenses
- 2012 : Meilleure distribution aux National Board of Review Awards
- 2012 : Meilleure actrice dans un second rôle aux Washington D.C. Area Film Critics Association Awards pour Anne Hathaway
- 2012 : Meilleure distribution aux Washington D.C. Area Film Critics Association Awards
- 2012 : Meilleure actrice dans un second rôle aux Detroit Film Critics Society Awards pour Anne Hathaway
- 2012 : Meilleure actrice dans un second rôle aux New York Film Critics Online Awards pour Anne Hathaway
- 2012 : Meilleure actrice dans un second rôle aux Las Vegas Film Critics Society Awards pour Anne Hathaway
- 2012 : Meilleure actrice dans un second rôle, Meilleure distribution, Meilleur son, Meilleure chanson originale aux Satellite Awards
- 2012 : Meilleure actrice dans un second rôle aux Phoenix Film Critics Society Awards pour Anne Hathaway
- 2012 : Meilleure actrice dans un second rôle aux Indiana Film Journalists Association Awards pour Anne Hathaway
- 2012 : Meilleure actrice dans un second rôle aux Austin Film Critics Association Awards pour Anne Hathaway
- 2012 : Meilleure actrice dans un second rôle aux Florida Film Critics Circle Awards pour Anne Hathaway
- 2012 : Meilleure actrice dans un second rôle aux Southeastern Film Critics Association Awards pour Anne Hathaway
- 2012 : Meilleure actrice dans un second rôle aux Kansas City Film Critics Circle Awards pour Anne Hathaway
- 2012 : Meilleure actrice dans un second rôle aux Utah Film Critics Association Awards pour Anne Hathaway
- 2012 : Meilleurs décors aux Nevada Film Critics Society Awards
- 2012 : Meilleure actrice dans un second rôle et meilleure distribution au Black Film Critics Circle
- 2012 : Meilleure actrice aux Women Film Critics Circle Awards pour Anne Hathaway
- 2013 : Meilleure actrice dans un second rôle aux Houston Film Critics Society Awards pour Anne Hathaway
- 2013 : Meilleure actrice dans un second rôle aux Online Film Critics Society Awards pour Anne Hathaway
- 2013 : Meilleure actrice dans un second rôle aux Denver Film Critics Society Awards pour Anne Hathaway
- 2013 : Meilleure actrice dans un second rôle aux EDA Awards pour Anne Hathaway
- 2013 : Meilleure actrice dans un second rôle aux Iowa Film Critics Association Awards pour Anne Hathaway
- 2013 : Golden Globes : Meilleur film musical ou comédie
- 2013 : Golden Globes : Meilleur acteur dans un film musical ou une comédie pour Hugh Jackman
- 2013 : Golden Globes : Meilleure actrice dans un second rôle pour Anne Hathaway
- 2013 : Meilleure actrice dans un second rôle aux Critics' Choice Movie Awards pour Anne Hathaway
- 2013 : Meilleure actrice dans un second rôle aux London Film Critics Circle Awards pour Anne Hathaway
- 2013 : Meilleure actrice dans un second rôle aux Screen Actors Guild Awards pour Anne Hathaway
- 2013 : Meilleure actrice dans un second rôle aux BAFTA Awards pour Anne Hathaway, Meilleurs décors, Meilleurs maquillages et coiffures, Meilleur son
- Oscars 2013 :
  - Oscar de la meilleure actrice dans un second rôle pour Anne Hathaway
  - Oscar des meilleurs maquillages et coiffures pour Lisa Westcott et Julie Dartnell
  - Oscar du meilleur mixage de son pour Andy Nelson, Mark Paterson et Simon Hayes
- 2013 : Meilleur montage son de la musique d'un film musical au Motion Picture Sound Editors Awards

### Nominations
- Golden Globes 2013 : 
  - Meilleure chanson originale : Suddenly, interprétée par Hugh Jackman
- Oscars 2013 : 
  - Oscar du meilleur film pour les producteurs Tim Bevan, Eric Fellner, Debra Hayward et Cameron Mackintosh
  - Oscar du meilleur acteur pour Hugh Jackman
  - Oscar des meilleurs décors pour Eve Stewart et Anna Lynch-Robinson
  - Oscar des meilleurs costumes pour Paco Delgado
  - Oscar de la meilleure chanson pour Suddenly, composée par Claude-Michel Schönberg, paroles de Herbert Kretzmer et Alain Boublil